# یواس‌اس آمریکا (آی‌دی-۳۰۰۶)
یواس‌اس آمریکا (آی‌دی-۳۰۰۶) (به انگلیسی: USS America (ID-3006)) یک کشتی بود که طول آن ۶۶۹ فوت (۲۰۴ متر) بود. این کشتی در سال ۱۹۰۵ ساخته شد.